# Ángel Pérez de Inestrosa
Ángel Pérez de Inestrosa (* 31. März 1986 in Ciudad Real) ist ein spanischer Handballspieler, der zumeist auf Rückraum Mitte eingesetzt wird.
Der 1,85 m große und 85 kg schwere Rechtshänder begann mit dem Handballspiel in seiner Heimatstadt bei BM Ciudad Real, mit dem er 2004 in der Liga ASOBAL debütierte. 2007 wechselte er in die zweite Liga zu BM Toledo, mit dem ihm 2009 der Aufstieg gelang. 2011 schloss er sich BM Ciudad Encantada an. Im Sommer 2013 wechselte er zu BM Aragón, der Ende des Jahres in finanzielle Schwierigkeiten geriet. Ab Januar 2014 lief er für den ukrainischen Verein HK Motor Saporischschja auf, mit dem er 2014 die Meisterschaft gewann und in der EHF Champions League 2013/14 das Achtelfinale erreichte. Die Saison 2014/15 verbrachte er beim niederländischen Verein Handbal Volendam, die folgende Spielzeit beim spanischen Klub Helvetia Anaitasuna. Von 2016 bis 2018 lief er für Fertiberia Puerto Sagunto auf. Anschließend unterschrieb er bei CB Alarcos. In der Saison 2020/21 spielte er wieder für Ciudad Encantada (als „Incarlopsa Cuenca“), in der Saison 2021/22 für BM Iberoquinoa Antequera.
Zur Saison 2022/23 unterschrieb er beim Zweitligisten BM Caserío Ciudad Real. 2025 erreichte er mit seinem Verein den Aufstieg in die 1. Liga.
Zwischen 2004 und 2022 warf Pérez de Inestrosa in 270 Spielen 935 Tore in der Liga ASOBAL.
Für die spanische Nationalmannschaft bestritt er am 17. Juni 2007 sein einziges Länderspiel, in dem er drei Tore erzielte.